# Grand raid comanche de 1840
Guerres texano-indiennes
Le grand raid comanche de 1840 est une attaque menée au début du mois d'août 1840 par près de 400 cavaliers comanches sur les villes de Victoria et Linnville (en) au Texas. Cette attaque fait suite au combat de Council House en mars de la même année au cours duquel une trentaine de chefs et guerriers comanches avaient été tués alors qu'ils étaient venus parlementer avec les officiels texans.
Conduits par Buffalo Hump, les guerriers comanches se présentèrent dans l'après-midi du 6 août aux portes de la ville de Victoria, tuant plusieurs personnes travaillant dans les champs situés à l'extérieur de la ville et volant près de 1 500 chevaux. Ils encerclèrent ensuite la ville, mais la considérant comme trop bien défendue, ils se retirèrent.
Le jour suivant, ils établirent leur campement à une vingtaine de kilomètres de Linnville puis au matin du 8, ils lancèrent leur assaut sur la ville. La plupart des habitants parvinrent à s'enfuir à bord de petites embarcations dans la baie de Lavaca (en) d'où ils assistèrent au pillage et à la destruction de la ville par les Amérindiens.
Les Comanches se retirèrent ensuite avec leur butin et leurs captifs. Plusieurs escarmouches eurent lieu par la suite avec des volontaires texans et ils furent défaits le 12 août à la bataille de Plum Creek.